# Emigración chilena

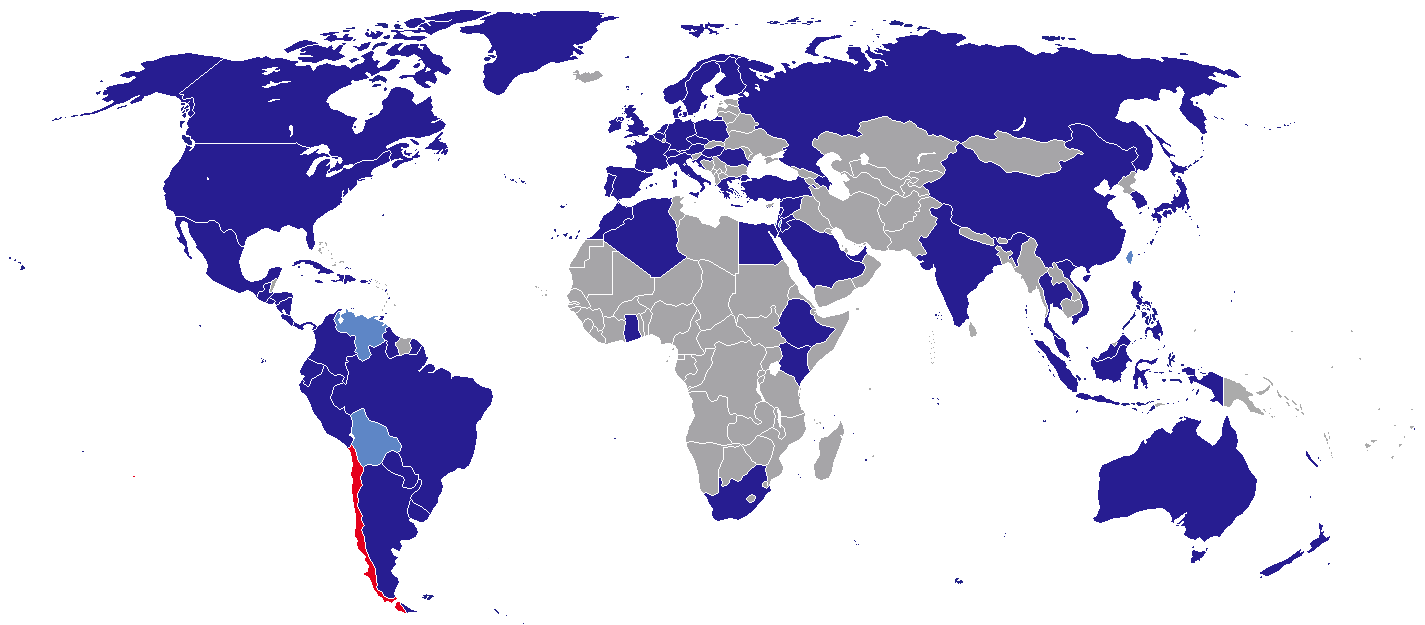
Sedes diplomáticas chilenas en el mundo.

El proceso de emigración chilena ha sido motivado por diferentes razones socioeconómicas o políticas a lo largo de la historia de Chile.
En la primera mitad del siglo XIX, miles de chilenos viajaron a la actual Argentina después del «desastre de Rancagua» y a los Estados Unidos debido a la fiebre del oro de California, mientras que durante el último tercio del siglo XX, el principal proceso de emigración fue provocado tanto por el dictadura militar de Augusto Pinochet —alrededor de 200 000 chilenos partieron al exilio bajo asilo político— como por la crisis económica de 1982.
Según el compendio estadístico The World Factbook, Chile presenta una de las tasas de emigración más bajas de América Latina y una tasa de migración de 0,35 migrantes por cada mil habitantes en 2012. De acuerdo al informe Perfil migratorio de Chile, publicado por la Organización Internacional para las Migraciones (OIM), los ciudadanos de nacionalidad chilena residentes en el exterior registran tasas bajas de inmigración irregular en comparación a otros latinoamericanos.
Considerando datos a 2020 del Portal de datos mundiales sobre la migración, existen 643.8 mil emigrantes chilenos en el mundo (no necesariamente se cuentan los de segunda generación y posteriores). Esto supone un incremento del 50.1% frente a los emigrantes que había en el 2010 e implica que los emigrantes representan el 3.5% del total de personas nacidas en Chile.
La mayor población de expatriados chilenos se encuentra en Argentina.

## Años de emigración
El mayor flujo de chilenos emigrantes durante el siglo XX ocurrió tanto en la década de 1970, con el 34,1 % del total de emigrantes, como en la de 1980, con el 29,5 %. Del total de población emigrante, sólo el 15,7 % lo ha hecho en fechas posteriores a 1989.
El quinquenio que presenta un mayor flujo emigratorio fue el comprendido entre 1971 y 1975, cuando emigró el 20,3 % del total de chilenos en el exterior. Dentro de este quinquenio, la mayoría lo hizo a raíz del golpe militar del 11 de septiembre de 1973. A partir de ese momento, varios chilenos que tenían intereses políticos contrarios al Régimen militar de Augusto Pinochet comenzaron a dejar el país, mientras que el mismo gobierno exilió a muchos detractores, quienes comenzaron a emigrar a los países vecinos.
Los países europeos recibieron un número no determinado, aunque importante, de estas personas y muchas de ellas también con el estatus de refugiados políticos. En Suecia, había más de 25 000 chilenos refugiados políticos y, en los años 1980 para vigilarlos, la diplomacia del régimen militar envió como cónsul general en Estocolmo a un general militar proveniente de la DINA. Australia también alberga más de 23 400 inmigrantes chilenos, más sus descendientes, según el ABS 2001 Census of Population and Housing.

## Primer registro
Debido a una reciente iniciativa por parte del gobierno de Chile, se realizó por primera vez en su historia republicana una encuesta para censar a quienes emigraron por diversos motivos y en diferentes etapas. Su gestión fue realizada por el Instituto Nacional de Estadísticas de Chile (INE) y por la Dirección para la Comunidad de Chilenos en el Exterior (DICOEX).
Los datos oficiales fueron entregados por el INE durante 2005 y divulgados bajo la denominación de «Primer registro de chilenos en el exterior». De acuerdo a este estudio, se determinó que 487 174 chilenos residían fuera de Chile, representando el 2,99 % de la población total estimada del país en ese año —16 267 278 habitantes—. Del total de chilenos emigrados, la mayor parte se encontraba en Argentina (43,33 %), Estados Unidos (16,58 %), Suecia (5,61 %), Canadá (5,21 %) y Australia (4,80 %).
Los chilenos emigrados junto con sus 370 607 descendientes, que contaban con doble nacionalidad por haber nacido en otro país de al menos un progenitor nacido en territorio chileno, totalizaron 857 781 personas.
Según el citado estudio, el 40,1 % de los chilenos emigrados lo hizo por razones económicas, el 30,8 % afirmó haber emigrado por motivos familiares, el 12,1 % lo hizo por causas políticas y el 3,2 % por razones de estudios. Además, el 39,1 % de ellos deseaba retornar a Chile en algún momento mientras que el 56,9 % no tenía intención de regresar.[cita requerida]

## Segundo registro
Durante 2016 el Ministerio de Relaciones Exteriores, a través de la Dirección para la Comunidad de Chilenos en el Exterior (DICOEX), en conjunto con el Instituto Nacional de Estadísticas (INE), llevaron a cabo el Segundo Registro de Chilenos en el Exterior, el que tuvo como objetivo principal actualizar la información respecto a los chilenos que residen en el extranjero.
Para estimar la población nacida en Chile residente en el exterior, el estudio utilizó, en el caso de cada país, información proveniente del último los censos de población, por lo mismo, se debe tener en cuenta que en la mayoría de los países existe un desfase temporal entre las fuentes utilizadas, el que en algunos casos puede ser de varios años, lo que genera un sesgo temporal en la estimación.
Este estudio determinó un total de 570 703 personas nacidas en Chile residiendo en el exterior, de los cuales 238 222 (41,7 %) lo hacían en América del Sur, 167 165 vivían en Europa (29,3 %) y 128 506 (22,5 %) en América del Norte.
A nivel de países, Argentina es el país que concentra mayor población nacida en Chile, con 191 147 personas (un 33,5 % de total del stock de chilenos en el exterior), seguido de Estados Unidos con 96 444 (16,9 %) y España con 68 130 (11,9 %).

## Destinos
En 2015, 612 409 chilenos vivían fuera del país, lo que representa el 3,4% de la población total del país estimada para ese año (17 948 000). Los principales destinos de emigración son: Argentina, con 213 119 personas; Estados Unidos, 97 901; España, 54 640; Australia, 30 963; Canadá, 29 090; Suecia, 28 853; Brasil, 18 422; Alemania, 15 942; Venezuela, 15 263 y Francia, 30 325.

## Tasas de migración
La tasa de migración de 2006 fue de 0,00 migrantes por cada mil habitantes, lo que implicó que el número de emigrantes fue relativamente igual al número de inmigrantes.
La población extranjera en Chile alcanzó las 184 464 personas, según el censo de 2002, representando el 1,2 % de la población total de Chile y un ascenso en relación con el censo de 1992, en el que se estableció un 0,8 % de inmigrantes (105 070 inmigrantes residentes). 
Tasas históricas de migración por quinquenio:
| Años       | Tasa de migrantes (por mil habitantes) |
| ---------- | -------------------------------------- |
| 1970-1975  | -1,61                                  |
| 1975-1980  | -1,49                                  |
| 1980-1985  | -1,03                                  |
| 1985-1990  | -0,79                                  |
| 1990-1995  | -0,58                                  |
| Censo 2002 | 0,00                                   |

Según el censo de 2002, cuatro de las trece regiones de Chile pasaron a ser regiones de atracción (de inmigrantes) luego de haber sido de expulsión (tasas de emigración mayores a las de inmigración), mientras que seis de las trece regiones tuvieron una mayor tasa de inmigración que de emigración.[cita requerida]